# Дворец Линлитгоу
Дворец Линлитгоу (англ. Linlithgow Palace) находится в Шотландии в области Западный Лотиан. Расположен в 24 км к западу от Эдинбурга между городом Линлитгоу и озером Линлитгоу. Дворец был любимой резиденцией Стюартов. В нем родилась Мария Стюарт. 